# Nez électronique

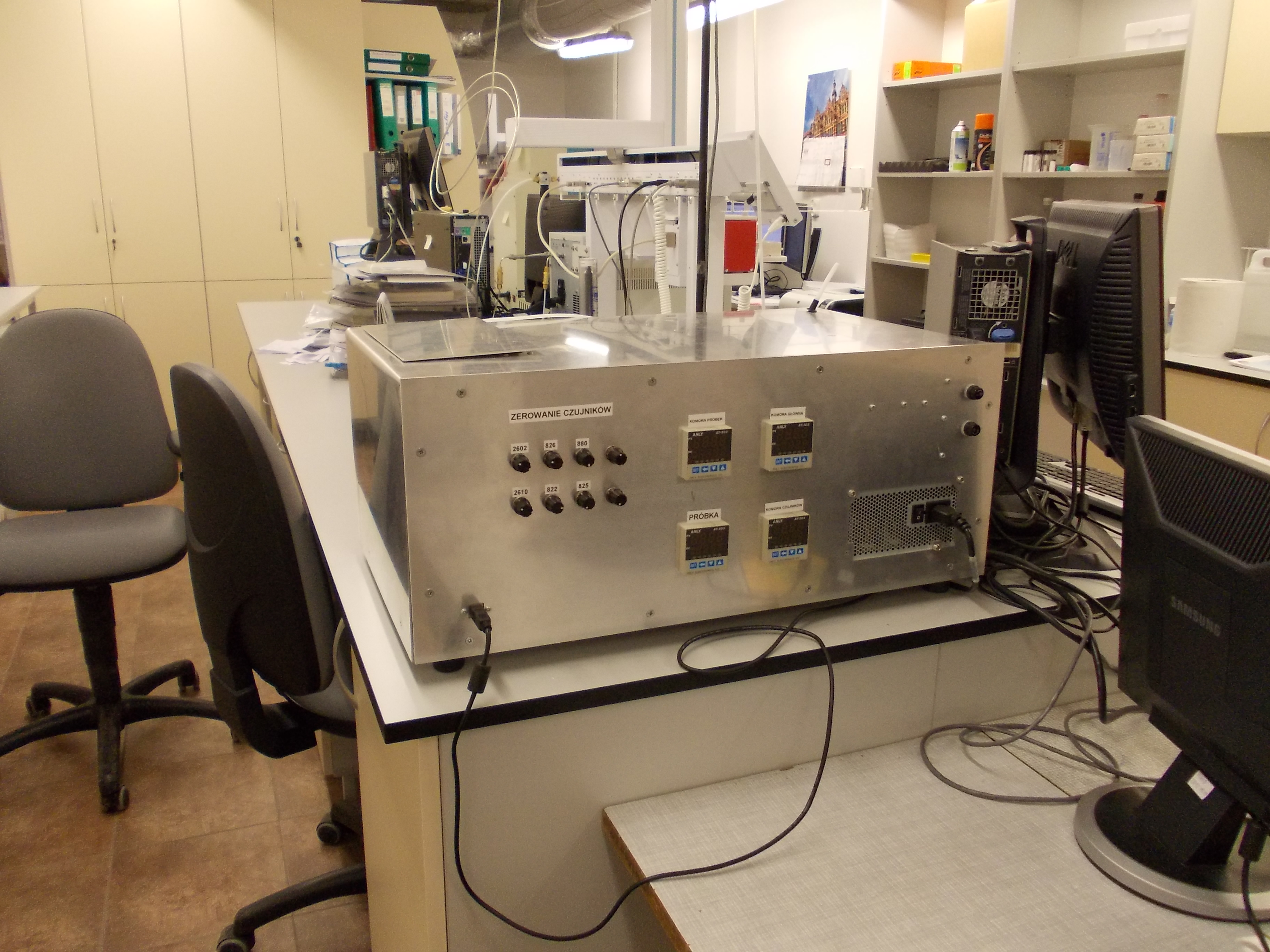
Un prototype de nez électronique à Gdansk en 2013.

Un nez électronique est un appareil permettant de détecter et d'analyser des odeurs et des flaveurs, en complément ou remplacement de l'odorat humain ou de celui du chien (utilisé par exemple pour détecter de la drogue ou des explosifs).
Depuis la fin des années 2000, la technique des capteurs électroniques a connu d'importants développements d'un point de vue technique et commercial. L'expression anglaise electronic sensing (traduite en français par « capteurs électroniques ») fait référence à la capacité à reproduire les sens humains au moyen d'une batterie de capteurs et de systèmes de reconnaissance.
Lors des quinze années précédant 2007, des recherches ont été conduites pour développer des techniques, généralement nommées « nez électroniques », capables de détecter et d'identifier odeurs et flaveurs. Les étapes du processus de reconnaissance sont similaires à celles de l'olfaction humaine pour permettre l'identification, la comparaison et la quantification. Cependant l'évaluation hédonique est une spécificité encore essentiellement réservée au nez humain, étant donné qu'elle est relative à des opinions subjectives. 
Encore à la recherche de crédibilité au milieu des années 1990, ces appareils ont connu de telles améliorations qu'ils commencent à être utilisés en routine dans certains secteurs industriels.

## Principe de fonctionnement
Les instruments nez électroniques sont conçus pour l'analyse par empreinte chimique ou par empreinte d'odeurs. 
De façon simplifiée, les analyseurs nez électroniques se composent de trois parties principales : 
1. système d'échantillonnage ;
2. système de détection ;
3. système de traitement des données.

Les nez électroniques peuvent être couplés à des passeurs automatiques d'échantillons pour le stockage (jusqu'à 96 flacons), l'incubation, l'agitation, le prélèvement et l'injection de l'espace de tête (headspace). 
Le système de détection peut utiliser différentes techniques : 
- les capteurs à oxydes métalliques (souvent sensibles à l'humidité et à une dérive des mesures) ;
- les polymères conducteurs ;
- les capteurs à quartz piézoélectrique (CQP, SAW) ;
- les capteurs à effet de champ (MOSFET) ;
- la spectrométrie de masse par empreinte ;
- la chromatographie gazeuse ultra-rapide ;
- les cellules électrochimiques pour l'analyse de gaz cibles (NH3, H2S, RSH, CO2, etc.) sur le terrain ;
- le détecteur à photo-ionisation (PID) pour l'analyse et la quantification des Composés Organiques Volatils (COV) sur le terrain ;
- le biosenseur aux propriétés électroniques et chimiques équipé de récepteurs olfactifs de mammifères[2].

Un logiciel d'analyse statistique permet de traiter et interpréter les mesures des nez électroniques et de construire des modèles qualitatifs (Analyse en Composantes Principales, Analyse Factorielle Discriminante), des cartes de contrôle qualité (modèles Statistical Quality Control et Soft Independant Modeling by Class Analogy), des modèles quantitatifs (modèle de régression linéaire Partial Least Square), des modèles de suivi de vieillissement.

## Applications industrielles et secteurs d'applications
Les nez électroniques sont déjà utilisés dans l'industrie, par exemple pour l'une des étapes du cycle de vie d'un produit, s'il faut détecter ou quantifier des odeurs, ou au contraire l'absence d'odeurs (par exemple pour des huiles alimentaires raffinées devant être organoleptiquement neutres) : 
- développement de nouveaux produits ;
- industrialisation ;
- commercialisation ;
- amélioration de produits ou de procédés.

L'odeur, le goût et les caractéristiques chimiques sont des paramètres clés dans de nombreux domaines industriels et culinaire puisqu'ils déterminent directement la qualité et le succès des produits.
Les nez électroniques sont utilisés pour mesurer et évaluer ces paramètres dans : 
- l'agro-alimentaire[4], avec des applications dédiées à certaines odeurs (ex : odeurs de sucrerie[5]) ; il était en 2009 déjà possible de distinguer les chimiotypes du thym vulgaire [6] ;
- les polymères, dont plastiques et emballages alimentaires qui ne doivent pas donner de goût aux aliments ;
- l'industrie pharmaceutique ;
- nuisances environnementales[7] ou veille et alerte concernant certaines pollutions odorantes ;
- et aussi : le tabac, la chimie / pétrochimie, les cosmétiques et parfums, la santé.

Éventuellement associé à un réseau neuronal voire à une intelligence artificielle, des nez électroniques ont été proposés pour 
- la détection de drogues, explosifs, gaz toxique (éventuellement inodore pour l'homme) ou autres produits dangereux ;
- l'agriculture (évaluation qualitative et/ou classements de miels[8], de poissons[9] ou l'état de céréales par exemple[10]) ;
- le diagnostic de maladie (quand ces maladies changent l'odeur du malade ; comme pour la leishmaniose chez le chien (qui en est un réservoir)[11] ; selon une expérience publiée en 2019 basée sur le reniflage électronique d'effluves d'échantillons de sang et/ou de poils de chiens chauffés dans de l'eau, avec  95% de réussite (le détecteur est néanmoins encore un prototype trop fragile, mais il pourrait être encore amélioré et commercialisé selon ses concepteurs[11].

## Nuisances odorantes et législation
Cette technique est particulièrement en vogue dans les domaines les plus problématiques sur le plan de l'odeur. Notamment l'enfouissement, le compostage, l'équarrissage, le traitement des eaux usées… En France, il existe un arrêté dans le domaine de l'équarrissage[réf. nécessaire] qui fait mention de la possibilité de faire des mesures olfactométriques via les nez électroniques. En ce sens, la législation française est assez innovante puisqu'elle est la première au monde[Quand ?] à reconnaître la pertinence des nez électroniques pour le suivi environnemental[réf. nécessaire].

## Autres techniques, prospective
Dans l'industrie, l'évaluation des arômes est généralement confiée au nez humain ou au procédé de chromatographie en phase gazeuse (CPG). Cette dernière technique donne une information sur les composants volatils organiques, mais la corrélation entre les résultats analytiques et la perception globale de l'odeur n'est pas directe, à cause d'interactions potentielles entre les différents composés odorants. C'est pourquoi les nez électroniques sont de plus en plus utilisés dans les applications industrielles.
Une voie explorée est celle de la biomimétique 

## Utilisation en tennis de table
L’ITTF (Fédération internationale de tennis de table) et la FFTT (Fédération française) ont annoncé l'utilisation de « nez électroniques » appelés « ENEZ » pour contrôler les raquettes des pongistes, à la suite de la modification en 2008 des règlements relatifs à la colle qui ne doit plus comporter de solvants.